# Onthophagus halffteri
Onthophagus halffteri là một loài bọ cánh cứng trong họ Bọ hung (Scarabaeidae).